# Deraeocoris apache
Deraeocoris apache är en insektsart som beskrevs av Knight 1921. Deraeocoris apache ingår i släktet Deraeocoris och familjen ängsskinnbaggar. Inga underarter finns listade i Catalogue of Life.